# Otto Hermann Pesch
Otto Hermann Pesch (ur. 8 października 1931 w Kolonii, zm. 8 września 2014) – niemiecki były dominikanin (wystąpił z zakonu w 1972), następnie teolog ekumenista, znawca luteranizmu.

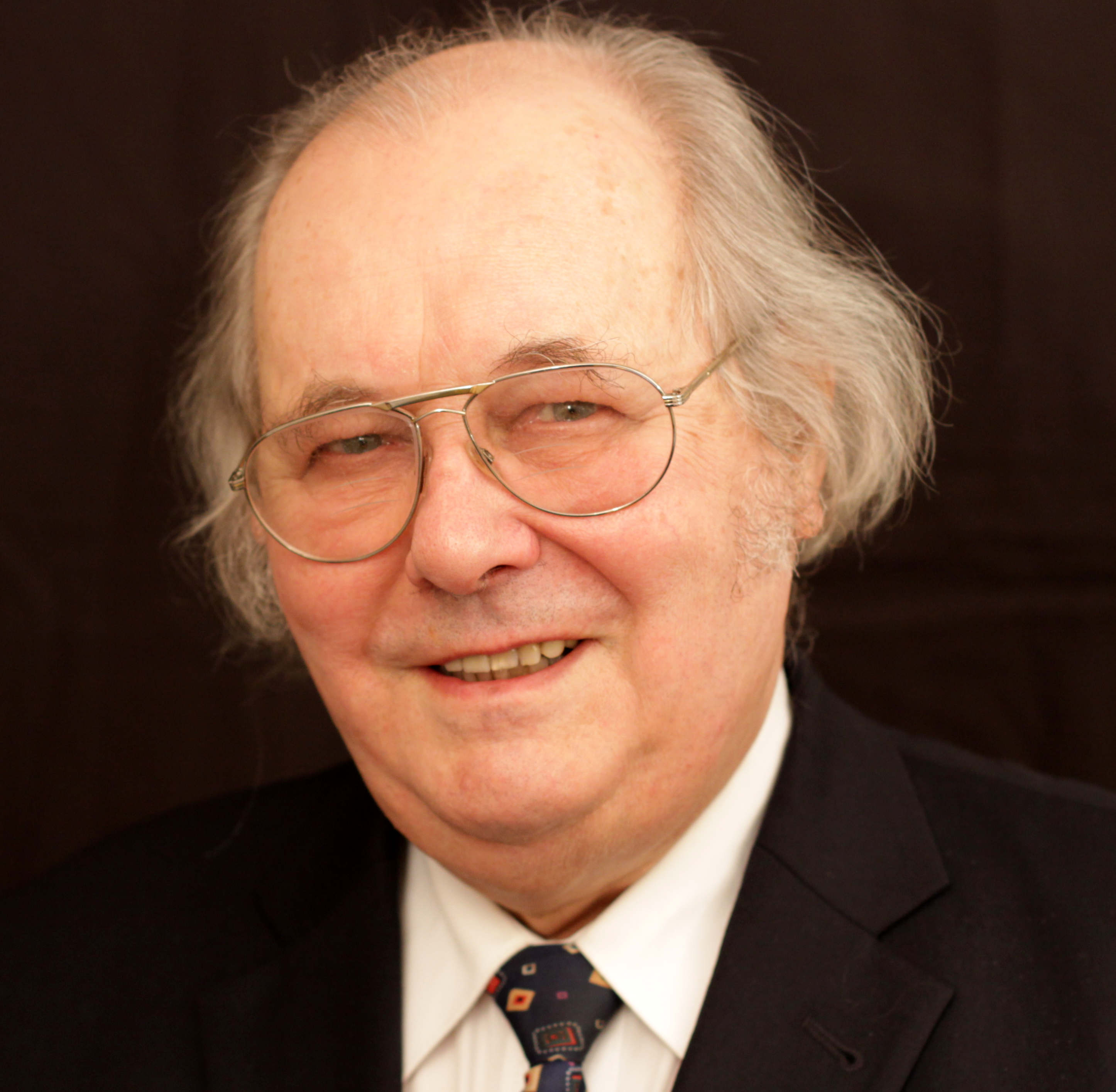
Otto Hermann Pesch

## Publikacje
- Theologie der Rechtfertigung bei Martin Luther und Thomas von Aquin: Versuch eines systematisch-theologischen Dialogs. Mainz: Matthias-Grünewald-Verl., 1967. LXXI, 1010 S. (Walberberger Studien der Albertus Magnus-Akademie: Theologische Reihe; 4)
- Hinführung zu Luther, Mainz 1982, (wyd. pol. Zrozumieć Lutra, Poznań 2008)
- Thomas von Aquin. Grenze und Größe mittelalterlicher Theologie. Eine Einführung, Mainz 1988
- Das Zweite Vatikanische Konzil (1962–1965). Vorgeschichte - Verlauf - Ergebnisse - Nachgeschichte, Würzburg 1993